# Brom
Brom (Br, stgr. βρῶμος, brómos, oznacza „mocno pachnący” lub „smród”, łac. bromum) – pierwiastek chemiczny, niemetal z grupy fluorowców w układzie okresowym. W warunkach normalnych jest brunatnoczerwoną cieczą o ostrym, nieprzyjemnym zapachu zbliżonym do zapachu chloru. Jest jedynym niemetalem występującym w warunkach normalnych w postaci cieczy. Znanych jest 25 izotopów bromu o czasie półtrwania minimum 1 ms o liczbach masowych w zakresie 70÷94, z których izotopy o liczbie masowej 79 i 81 są trwałe i występują w naturze w prawie równej ilości (50,6:49,4).

## Występowanie
Występuje w skorupie ziemskiej w ilościach śladowych – 3,0 ppm wagowo (0,78 ppm w przeliczeniu na liczbę atomów), głównie jako zanieczyszczenie piasku morskiego i pokładów soli kamiennej. Większe jego ilości (67,3 ppm wagowo) występują w wodzie morskiej. Nie został znaleziony w stanie wolnym, a jedynie w formie bromków. 

## Związki bromu
Najbardziej znane jego związki: bromowodór – po rozpuszczeniu w wodzie tworzy bardzo silny kwas bromowodorowy, oraz jego sole: bromek sodu, bromek potasu. Duże znaczenie w chemii organicznej mają jego sole fluorkowe NaBrFx x=4,5,6, które są bardzo dobrymi grupami odchodzącymi w reakcjach podstawienia nukleofilowego.

## Zastosowanie
Stosuje się go w wielu reakcjach np. do syntezy bromków alkilowych, które są bardziej reaktywne od odpowiednich chlorków. Bromek srebra w XX w. był masowo wykorzystywany w technikach litograficznych i fotograficznych.

## Znaczenie biologiczne
Brom jest obecny we wszystkich organizmach w ilościach zbliżonych do jego stężenia w wodzie morskiej (ok. 50 ppm), nie odgrywa on jednak żadnej roli w procesach życiowych.
W dużych ilościach czysty brom jest silnie toksyczny. Jony bromkowe Br−
 są nieszkodliwe, o ile ich stężenie nie przekracza tego obecnego w wodzie morskiej.

## Izotopy

### Brom-82
Ulegając rozpadowi emituje promieniowanie beta o energii 444 keV (98,3%) i promienie gamma o energiach 221–1960 keV. Używany w defektoskopii, badaniach szczelności i hydrobiologicznych.
Wykazuje średnią radiotoksyczność. Brak narządu krytycznego (całe ciało). Dopuszczalne skażenie 370 kBq.

## Historia
W 1825 roku podczas wakacji, student pierwszego roku chemii w Heidelbergu, Karl Löwig otrzymał pierwszy raz nowy pierwiastek, jednak nie wiedział, czym jest ta substancja przypominająca chlor. W tym samym roku Antoine Balard wykrył brom w ługach odpadowych w warzelniach soli z wody morskiej na wybrzeżach francuskich Morza Śródziemnego. 30 listopada 1825 roku złożył w sekretariacie Akademii Francuskiej pismo zawiadamiające o odkryciu. 14 sierpnia 1826 roku Akademia wydała orzeczenie pochlebne dla odkrywcy.
Jako pierwszy polską nazwę „brom” zaproponował Filip Walter.